# Matagalpa (jazyk)
Matagalpa je vymřelý jazyk z misumalpské jazykové rodiny. Dříve jím hovořili domorodí obyvatelé Nikaraguy a Hondurasu.